# Acesines
Acesines (лат.) — род полужесткокрылых из семейства настоящих щитников подсемейства Pentatominae.

## Описание
Клопы бледно-коричневой окраски с мозаичным рисунком из охристых пятнен неправильной формы. Верх тела в грубых тёмно-коричневых точках. Голова сверху плоская, скошена вниз, её длина значительно короче ширины. Боковые края головы узко отогнуты и перед глазами слегка вогнуты. Глаза выступают из контура головы на большую часть своей ширины. Усики светлые. Мандибулярные пластинки намного шире наличника, не сходятся перед ним. Наличник слегка сужен к вершине. В отличие от похожего рода Dunnius, у Acesines задняя вершина киля стернита заднегруди выемчатая или бороздчатая и имеет крестообразную форму. Передне- и среднегрудь снизу со срединным продольным килем, резко суженным спереди, не заходящим за передние тазики. Передний край переднеспинки не воротникообразный, по середине не имеет вогнутости для размещения заднего края головы. Передние углы переднеспинки с небольшим направленным в бок зубцом, переднебоковой край слабо отогнутый, задний край почти прямой. Боковые углы переднеспинки закруглённые. Центральная часть переднеспинки сильно выпуклая. Щиток почти треугольный, длиннее своей ширины у основания, его вершина узкозакругленная. Вершине кориума полунадкрылий закруглённая. Мембрана полунадкрылий полупрозрачная, с пятью или шестью простыми жилками. Бёдра в поперечном сечении округлые, без шипов. Голени в поперечном сечении треугольные, их наружная поверхность бороздчатая. Второй членик лапок самый короткий, сверху равномерно закруглён.

## Биология
Вид Acesines bambusana развивается на бамбуке обыкновенном, а Acesines sordida — на сандаловом дереве.

## Классификация
Включает три вида.
- Acesines bambusana Distant, 1918
- Acesines breviceps Stål, 1876
- Acesines sordida (Kirby, 1891)

## Распространение
Встречаются в Индии, Шри-Ланке, Таиланде.